# 弄堂

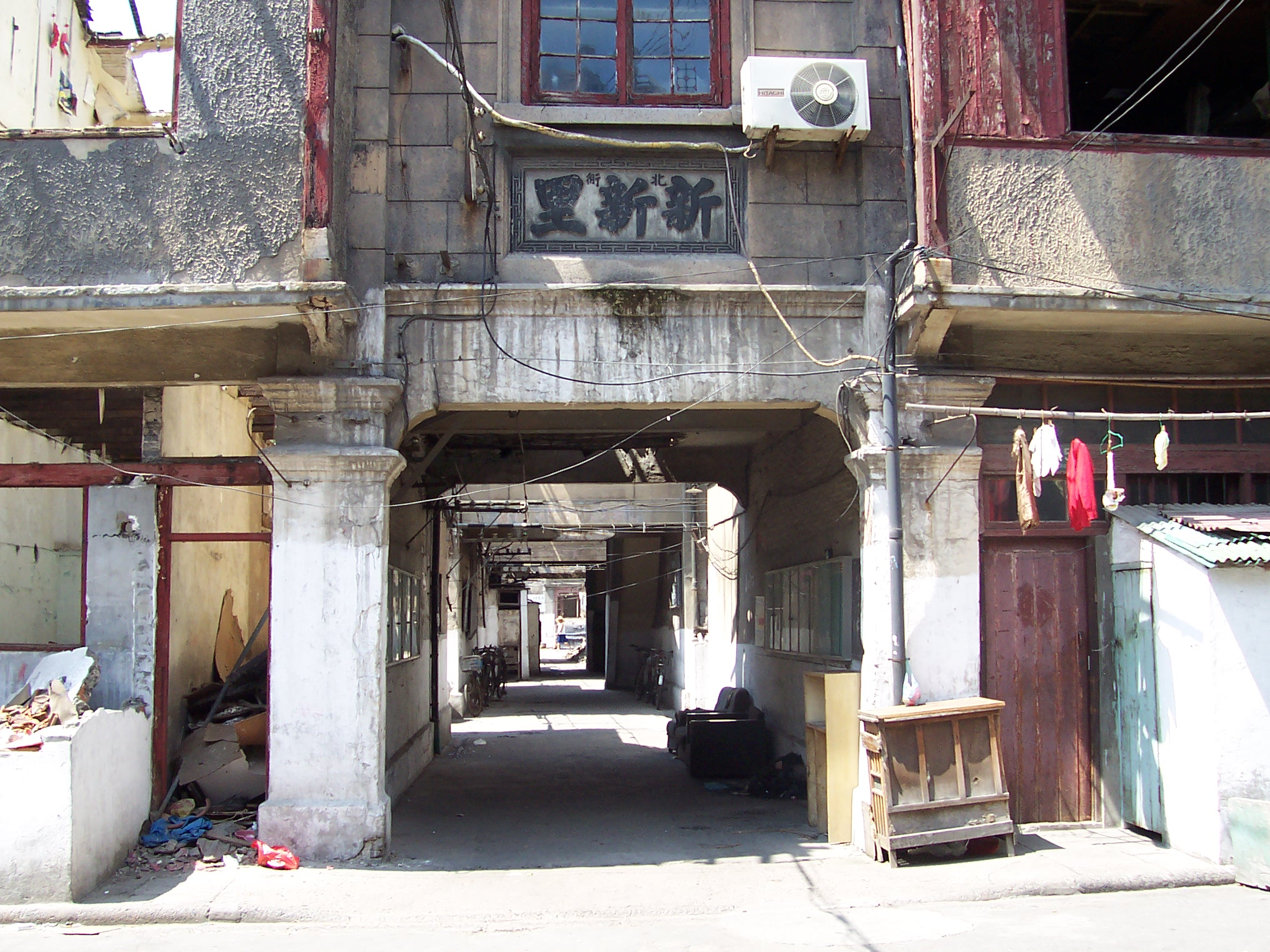
上海軌道交通9号線建設に伴い取り壊された石庫門里弄「新新里」

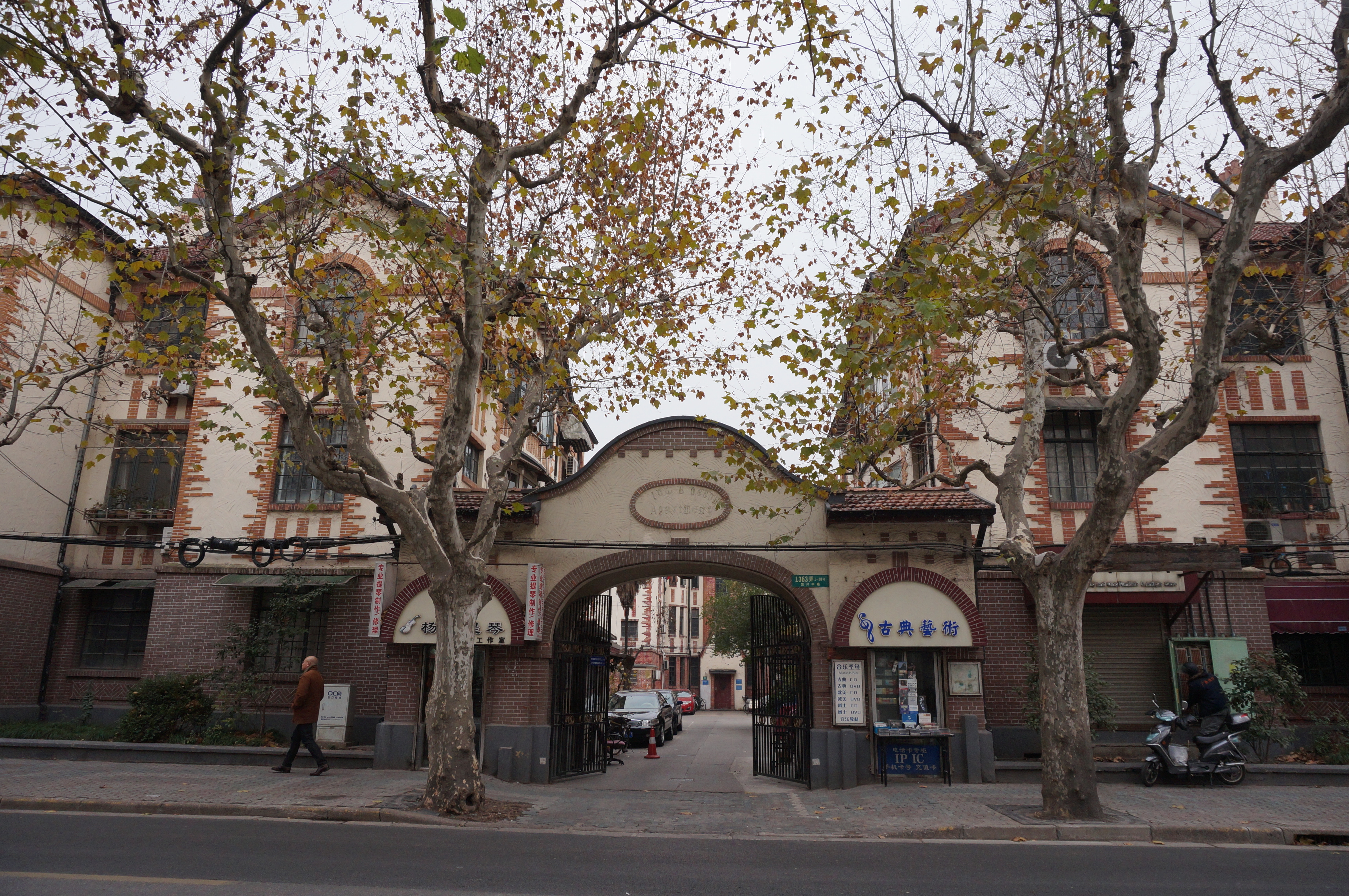
公寓式里弄「克莱門公寓」

衖堂（ロンタン、上海話拼音：longdhang、発音 [lòŋdɑ̃́]、弄堂とも表記する）は、上海特有の集合住宅建築に基づいた都市型コミュニティであり、都市の一画にある路地や街区の住民によって構成される共同体を指す。こうしたコミュニティは「里弄」とも呼ばれ、上海特有の文化となっている。「弄堂」とは本来はこうした住宅地にある小さな路地を意味し、「里弄」はそれらの集合住宅建築全体を指す語である。なお、「弄堂」は武漢では「里分」、「里份」、「里巷」などとも呼ばれ、北京の「胡同」や南陽の「夾道」とも類似した構造を持つ。
19世紀後半から20世紀前半にかけて、上海の住宅は多くが路地式の「里弄」構造を採用していた。この種の住宅には、テラスハウス形式の石庫門をはじめ、一戸建てが連なる形式やアパート形式の建物も含まれる。これら連なった住宅が形成する路地を「衖堂」と呼んだ。規模の大きい住宅街では、さらに枝道（支弄）が存在し、それらが総弄（メイン路地）を通じて大通りに接続されていた。建設当初から多くの弄堂には「XX弄」「XX里」「XX坊」「XX村」「XX新村」といった名称が与えられており、たとえば「興仁里」「平安里」など、その弄堂が形成するコミュニティの名前そのものとなっていた。

## 語源
里弄は「坊弄」とも呼ばれ、その起源は古代中国の「閭里」にさかのぼる。唐代には「里坊」と呼ばれ、都城における土地の区画単位かつ住居単位であった。里坊は坊牆（塀）により囲まれており、その内部には市場も設けられていた。北宋期になると、この制度は「廂坊」または「街坊」へと発展し、坊牆は設けられなくなった。
里弄の「里」とは、都市の街道に囲まれた街坊を指し、「弄」とはすなわち街坊内部の通路を意味する。これらの通路は主弄と支弄に分けられ、「弄堂」または「衖堂」と呼ばれる。この名称は19世紀後半に初めて登場したもので、「弄唐」と書かれることもある。「弄」は宮殿内の通路、「唐」は廟宇内の道を意味することから、「弄唐（衖堂）」は住宅の間にある小道を指すようになった。
20世紀末以前，上海の住民の大多数は衖堂で生活していた。そのため、衖堂での暮らしからは独特の生活文化が育まれ、海派文化の重要な構成要素となっている。しかし、上海の都市再開発が進むにつれ、衖堂およびその文化は次第に姿を消しつつある。
武漢市漢口における同様の住宅建築も「里弄」建築と呼ばれ、この種の住宅地区内の小路も「衖堂」と称されている。上海とは異なり、武漢においては衖堂式住宅区が比較的良好な形で保存されている。

## 行政

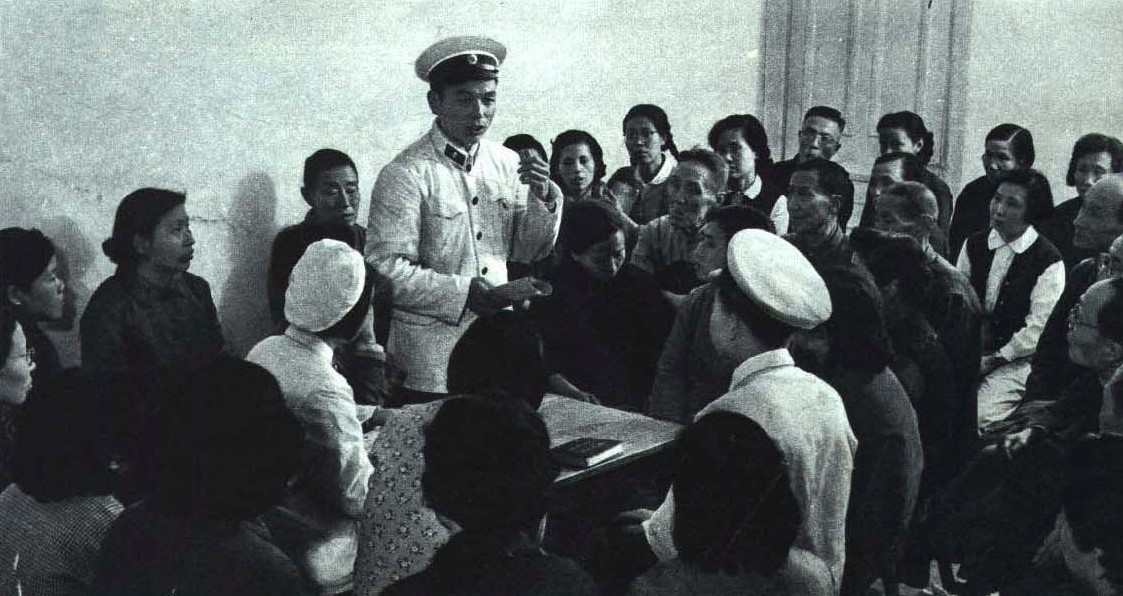
1964年、ある里弄内で居民会議を行う上海民警。

20世紀中葉に中国共産党が政権を握った後、1960年から1968年の間、上海市街地における最末端の自治行政機関は「里弄委員会（略称：里委会）」と呼ばれていた。この里委会は、上級行政機関と住民との連絡役を担うだけでなく、内部治安、教育、社会福祉、雇用、産業、衛生、調停などの面でも一定の行政権限を持っていた。1963年には中共上海市委員会が街道工作会議を開き、上海市人民委員会が《上海市里弄委員会工作条例》を公布し、街道・里弄を「階級闘争の前哨、生産の後方基地、生活の場、興無滅資（無産階級を興し資産階級を滅ぼす）の重要な陣地」と強調した。文革期の1968年には「里弄委員会」は「里弄革命委員会（略称：里革会）」と改称されたが、1978年には「里委会」体制が廃止され、より小規模な「居民委員会（居委会）」体制が復活した。現在でも「居委会」は俗称として「里委会」と呼ばれることがある。

## 里弄建築
1949年以前の伝統的な上海里弄型住居建築は以下の数種に分類される：
- 早期石庫門里弄：19世紀中頃、人口の急増により出現した木造のテラスハウス。火災の危険性が高かったため、租界内では後に取り締まりの対象となった。
- 後期石庫門里弄：19世紀後半から20世紀前半にかけて流行した住宅様式であり、煉瓦と木材、あるいは鉄筋コンクリート構造の二階建てから三階建てのテラスハウス。
- 新式里弄：20世紀前半に登場した、より近代的なテラスハウス。
- 花園里弄：独立した住宅が整然と並ぶ形式。
- 公寓里弄：小規模な集合住宅が連続して並ぶ形式。
- 早期里弄：19世紀中頃に登場した木造の連続住宅であり、「早期石庫門里弄」と同様に火災の危険から租界では取り締まられた。

## 住所表示
上海市街地の建築は、かつては主に里弄形式であったため、「弄」は上海の住所表示における標準用語となった。里弄式住宅であれ、公寓式住宅であれ、あるいは商業施設や新築の住宅団地であっても、大半の住所は「XX路123弄」の形式で表され、「弄」の中はさらに「号」や「室」に分けられている。